# Capilla de Santa Rosalía (Bratislava)
La Capilla católica de Santa Rosalía (en eslovaco: Rímskokatolícka kaplnka sv. Rozálie) es una iglesia católica en el sector de Lamač de Bratislava, capital de Eslovaquia, construida en 1680. Es un punto de referencia cultural nacional eslovaco, protegido desde 1963 para conservar su valor histórico y ser un testimonio de las características urbanísticas y arquitectónicas de Lamač. Recibe el nombre de Santa Rosalía.
Los habitantes de Bratislava construyeron una capilla en agradecimiento por el final de un brote de peste en los años 1678 - 1679. Fue construida a partir de 1680-1682 y desde su finalización hasta hoy no ha tenido renovaciones, sólo las reparaciones ocasionadas por el uso y el tiempo. La cruz principal fue reemplazada después de ser alcanzada por un rayo en el comienzo del siglo XX.